# Metopius coreanus
Metopius coreanus là một loài tò vò trong họ Ichneumonidae.